# ريكاردو راميريز
ريكاردو راميريز (بالإنجليزية: Ricardo Ramirez)‏ هو كاهن كاثوليكي أمريكي، ولد في 12 سبتمبر 1936 في باي سيتي في الولايات المتحدة.